# Simiane-Collongue
Simiane-Collongue est une ville française située dans le département des Bouches-du-Rhône, à 15 km au sud d'Aix-en-Provence et en limite de Marseille, quoique inaccessible directement de cette dernière, étant située au pied du versant nord de la chaîne de l'Étoile, séparant la plaine d'Aix de l'agglomération marseillaise, en région Provence-Alpes-Côte d'Azur.

## Géographie

### Localisation
Simiane-Collongue est située à 15 km au sud d'Aix-en-Provence. Le village est situé au pied du versant nord de la chaîne de l'Étoile, séparant la plaine d'Aix de l'agglomération marseillaise.

### Communes limitrophes
| Bouc-Bel-Air         | Bouc-Bel-Air      | Gardanne       |
| Bouc-Bel-Air         | Simiane-Collongue | Mimet          |
| Septèmes-les-Vallons | Marseille         | Plan-de-Cuques |

Marseille et Plan-de-Cuques sont limitrophes par la chaîne de l'Étoile, mais aucune voie carrossable ne les relie directement à Simiane.

### Voies de communication et transports

#### Route
On peut y accéder par l'A51 ou la D 7. Pour se rendre à Marseille (20 km), il faudra emprunter l'A7 vers le sud, ou la D 8N.

#### Train
Une gare est située sur la commune. Elle est desservie en TER ZOU! tous les jours, à raison d'un train toutes les 20 minutes sur les relations :
- Marseille Saint Charles - Marseille Saint Antoine - Aix-en-Provence Ville (relation de banlieue)
- Marseille Saint Charles - Marseille Saint Antoine - Pertuis (relation de banlieue)
- Marseille Saint Charles - Marseille Saint Antoine - Sisteron (relation de banlieue)
- Marseille Saint Charles - Marseille Saint Antoine - Gap - Briançon (relation intervilles)

#### Transports urbains
La commune est desservie par les services LeCar de La Métropole Mobilité (lignes 190 et 191) vers Aix-en-Provence, Aix-Les Milles, Bouc-Bel-Air et Gardanne.

### Climat
Pour des articles plus généraux, voir Climat de Provence-Alpes-Côte d'Azur et Climat des Bouches-du-Rhône.
En 2010, le climat de la commune est de type climat méditerranéen franc, selon une étude du Centre national de la recherche scientifique s'appuyant sur une série de données couvrant la période 1971-2000. En 2020, Météo-France publie une typologie des climats de la France métropolitaine dans laquelle la commune est exposée à un climat méditerranéen et est dans la région climatique Provence, Languedoc-Roussillon, caractérisée par une pluviométrie faible en été, un très bon ensoleillement (2 600 h/an), un été chaud (21,5 °C), un air très sec en été, sec en toutes saisons, des vents forts (fréquence de 40 à 50 % de vents > 5 m/s) et peu de brouillards.
Pour la période 1971-2000, la température annuelle moyenne est de 13,8 °C, avec une amplitude thermique annuelle de 16,6 °C. Le cumul annuel moyen de précipitations est de 640 mm, avec 6 jours de précipitations en janvier et 1,7 jours en juillet. Pour la période 1991-2020, la température moyenne annuelle observée sur la station météorologique de Météo-France la plus proche, « Mimet », sur la commune de Mimet à 6 km à vol d'oiseau, est de 13,3 °C et le cumul annuel moyen de précipitations est de 725,2 mm. 
La température maximale relevée sur cette station est de 39,1 °C, atteinte le 28 juin 2019 ; la température minimale est de −13,4 °C, atteinte le 7 février 2012,,.
| Mois                                  | jan.          | fév.            | mars          | avril         | mai           | juin          | jui.          | août          | sep.          | oct.          | nov.            | déc.          | année      |
| ------------------------------------- | ------------- | --------------- | ------------- | ------------- | ------------- | ------------- | ------------- | ------------- | ------------- | ------------- | --------------- | ------------- | ---------- |
| Température minimale moyenne (°C)     | 1,6           | 1,3             | 3,8           | 6,3           | 9,8           | 13,3          | 15,7          | 15,8          | 12,5          | 9,7           | 5,3             | 2,5           | 8,1        |
| Température moyenne (°C)              | 5,7           | 6               | 9             | 11,6          | 15,6          | 19,5          | 22,3          | 22,2          | 18,1          | 14,2          | 9,3             | 6,4           | 13,3       |
| Température maximale moyenne (°C)     | 9,7           | 10,7            | 14,1          | 17            | 21,3          | 25,8          | 28,8          | 28,7          | 23,7          | 18,7          | 13,3            | 10,2          | 18,5       |
| Record de froid (°C) date du record   | −9,7 28.01.05 | −13,4 07.02.12  | −7,6 13.03.06 | −2,7 03.04.22 | −1,5 02.05.12 | 2,9 01.06.06  | 6,8 17.07.00  | 7,2 31.08.10  | 2,6 26.09.02  | −2 25.10.03   | −7,1 23.11.1999 | −9,5 30.12.05 | −13,4 2012 |
| Record de chaleur (°C) date du record | 19,7 28.01.08 | 20,3 18.02.1998 | 23,8 24.03.01 | 26,9 27.04.12 | 32,8 23.05.09 | 39,1 28.06.19 | 37,3 31.07.17 | 37,8 23.08.23 | 33,5 04.09.23 | 28,9 08.10.23 | 21,7 01.11.22   | 20,3 30.12.21 | 39,1 2019  |
| Précipitations (mm)                   | 66,4          | 41,4            | 40,7          | 68,9          | 54,3          | 38            | 16,4          | 36,7          | 96,9          | 97,2          | 100,3           | 68            | 725,2      |

| Diagramme climatique                                  |             |             |           |             |            |              |              |              |             |              |           |
| J                                                     | F           | M           | A         | M           | J          | J            | A            | S            | O           | N            | D         |
| 9,71,666,4                                            | 10,71,341,4 | 14,13,840,7 | 176,368,9 | 21,39,854,3 | 25,813,338 | 28,815,716,4 | 28,715,836,7 | 23,712,596,9 | 18,79,797,2 | 13,35,3100,3 | 10,22,568 |
| Moyennes : • Temp. maxi et mini °C • Précipitation mm |             |             |           |             |            |              |              |              |             |              |           |

Les paramètres climatiques de la commune ont été estimés pour le milieu du siècle (2041-2070) selon différents scénarios d'émission de gaz à effet de serre à partir des nouvelles projections climatiques de référence DRIAS-2020. Ils sont consultables sur un site dédié publié par Météo-France en novembre 2022.

## Urbanisme

### Typologie
Au 1er janvier 2024, Simiane-Collongue est catégorisée ceinture urbaine, selon la nouvelle grille communale de densité à 7 niveaux définie par l'Insee en 2022.
Elle appartient à l'unité urbaine de Marseille-Aix-en-Provence, une agglomération inter-départementale dont elle est une commune de la banlieue,. Par ailleurs la commune fait partie de l'aire d'attraction de Marseille - Aix-en-Provence, dont elle est une commune de la couronne,. Cette aire, qui regroupe 115 communes, est catégorisée dans les aires de 700 000 habitants ou plus (hors Paris),.

### Occupation des sols
L'occupation des sols de la commune, telle qu'elle ressort de la base de données européenne d’occupation biophysique des sols Corine Land Cover (CLC), est marquée par l'importance des forêts et milieux semi-naturels (77,2 % en 2018), en diminution par rapport à 1990 (78,3 %). La répartition détaillée en 2018 est la suivante : 
forêts (57,8 %), milieux à végétation arbustive et/ou herbacée (19,4 %), zones urbanisées (14,7 %), zones agricoles hétérogènes (5,9 %), mines, décharges et chantiers (2,2 %). L'évolution de l’occupation des sols de la commune et de ses infrastructures peut être observée sur les différentes représentations cartographiques du territoire : la carte de Cassini (XVIIIe siècle), la carte d'état-major (1820-1866) et les cartes ou photos aériennes de l'IGN pour la période actuelle (1950 à aujourd'hui).

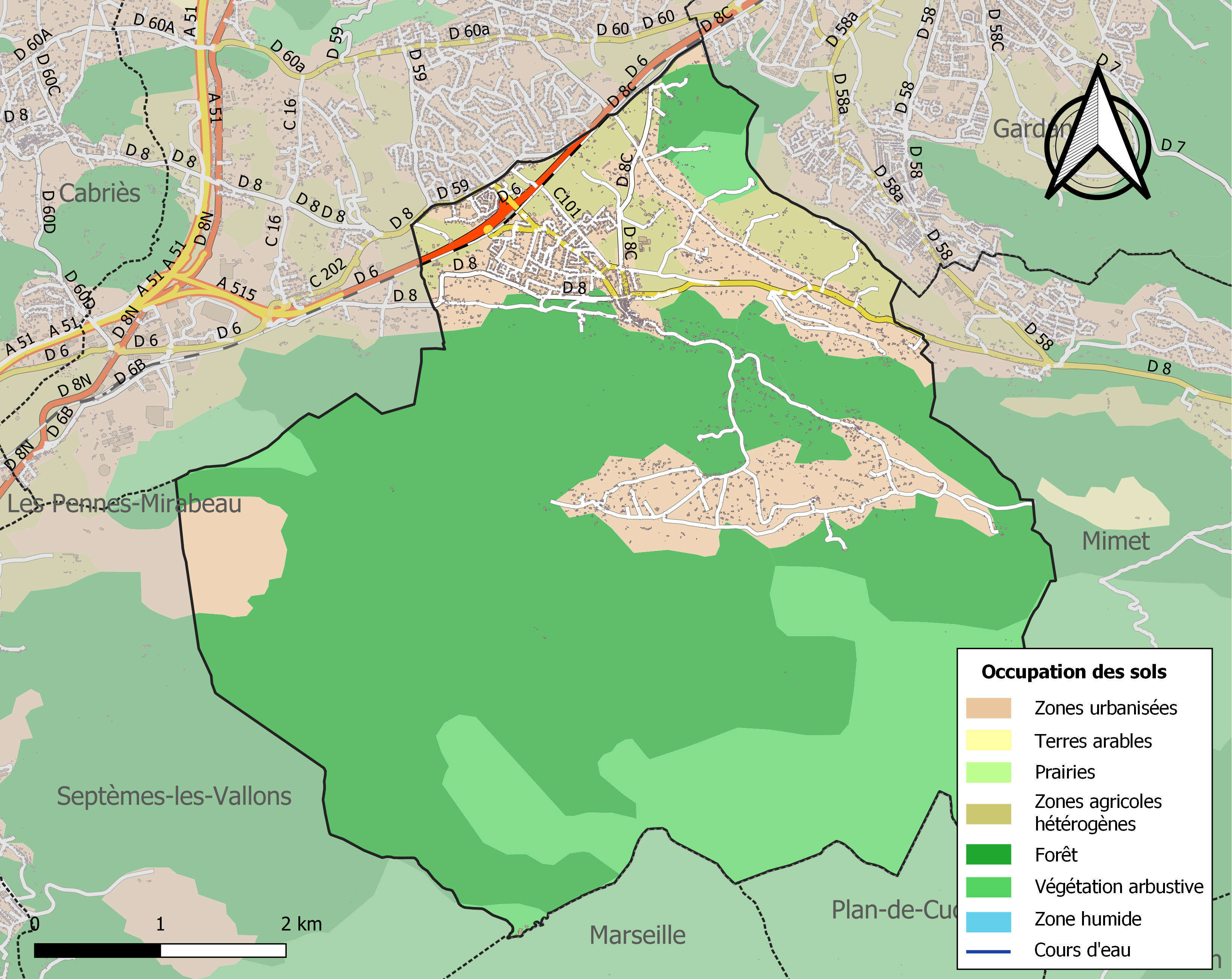
Carte des infrastructures et de l'occupation des sols de la commune en 2018 (CLC).

## Toponymie
En occitan provençal Sumiana e Caulònga selon la norme classique ou Simiano-Cóulongo selon la norme mistralienne.
microtoponymie :
- Notre Dame du Rot : rot signifie passage[14]

## Histoire
Sous la Préhistoire : la plaine de Simiane étant bordée de grands marécages, des tribus vivaient aux alentours du Pilon du roi, notamment au col Sainte-Anne et à proximité du centre-ville actuel comme l'attestent les fouilles préventives effectuées en 2022[réf. nécessaire], où l'on retrouve des traces d'habitations dès 5000 av. J.-C. ce qui ne manque pas d'étonner vu les conditions : même à l'époque, il ne s'agissait pas d'un choix anodin en matière d'accès et de culture.
Peu avant l'an mille (920), l'ensemble de la région est victime des pillages des Sarrasins, des villages voisins comme Bouc-Bel-Air (anciennement Albertas) se dotent d’un château en guise de protection. C’est certainement dans ce contexte que les églises de Venel (Quartier des Frères) et Collongue ont vu le jour.
La population commence à descendre dans les plaines (transformation des marais en cultures dès 975).
À cette époque, il existait déjà un réseau de circulation, le long de voies antiques on retrouvait généralement des  églises (route de Siège, entre le Pilon du roi et le col Sainte-Anne, quartier Saint-Germain).
La population vivra autour de ces pôles religieux du produit de leur ferme.
Entre 1430 et 1685, les propriétés de Venel et Collongue viennent à changer de propriétaires de manière incessante (du comte de Provence, à un banquier marseillais en passant par le Roy René), après le rattachement de la Provence à la France en 1481, il n’y eut pas moins de six changements de propriétaires.
Le dernier en date (1684), fait alors partie d’une grande famille de seigneurs alliés aux grandes maisons provençales de l’époque : Le comte Jean de Simiane. Sa famille donna d’ailleurs aussi son nom à la commune de Simiane-la-Rotonde, dans les Alpes-de-Haute-Provence.
On sait qu’à cette période, le village compte près de 600 habitants, la peste de 1720 n’épargna pas le village. Plus de deux cents personnes périrent. Néanmoins dès cette époque la commune devint de plus en plus habitée.
Peu après la Révolution et l’apparition des communes, le village est rattaché au canton de Gardanne. En 1791 la commune s’appelle Collongue et ce jusqu’en 1814, date à laquelle elle change de nom en faveur de Simiane. Il faudra attendre 1919 pour obtenir le nom définitif de Simiane-Collongue.

## Politique et administration

### Liste des maires
Liste de l'ensemble des maires qui se sont succédé à la mairie de Simiane-Collongue :

## Population et société

### Démographie
L'évolution du nombre d'habitants est connue à travers les recensements de la population effectués dans la commune depuis 1793. Pour les communes de moins de 10 000 habitants, une enquête de recensement portant sur toute la population est réalisée tous les cinq ans, les populations de référence des années intermédiaires étant quant à elles estimées par interpolation ou extrapolation. Pour la commune, le premier recensement exhaustif entrant dans le cadre du nouveau dispositif a été réalisé en 2005.

En 2022, la commune comptait 5 823 habitants, en évolution de +4,71 % par rapport à 2016 (Bouches-du-Rhône : +2,48 %, France hors Mayotte : +2,11 %).
| 1793 | 1800 | 1806 | 1821 | 1831 | 1836  | 1841  | 1846  | 1851  |
| ---- | ---- | ---- | ---- | ---- | ----- | ----- | ----- | ----- |
| 842  | 784  | 836  | 984  | 992  | 1 035 | 1 034 | 1 020 | 1 087 |

| 1856  | 1861  | 1866  | 1872  | 1876  | 1881 | 1886 | 1891 | 1896 |
| ----- | ----- | ----- | ----- | ----- | ---- | ---- | ---- | ---- |
| 1 043 | 1 060 | 1 029 | 1 008 | 1 071 | 897  | 858  | 786  | 817  |

| 1901 | 1906 | 1911 | 1921 | 1926 | 1931 | 1936 | 1946 | 1954 |
| ---- | ---- | ---- | ---- | ---- | ---- | ---- | ---- | ---- |
| 770  | 752  | 744  | 717  | 754  | 717  | 694  | 787  | 824  |

| 1962  | 1968  | 1975  | 1982  | 1990  | 1999  | 2005  | 2006  | 2010  |
| ----- | ----- | ----- | ----- | ----- | ----- | ----- | ----- | ----- |
| 1 123 | 1 406 | 1 926 | 3 030 | 4 304 | 5 224 | 5 570 | 5 697 | 5 435 |

| 2015  | 2020  | 2022  | - | - | - | - | - | - |
| ----- | ----- | ----- | - | - | - | - | - | - |
| 5 584 | 5 917 | 5 823 | - | - | - | - | - | - |

### Manifestations culturelles et festivités
- Fête de la musique en juin (spectacle et soupe au pistou)
- Fête de la Saint-Jean fin juin (retraite aux flambeaux, défilé, bal populaire)
- Fête de la Saint-Éloi en juillet (Grand messe en provençal, foire, cavalcade)
- Fête de la Saint-Germain en août (messe, procession, fête des chasseurs)
- Noël : Marché de noël, illuminations du village, messe de minuit, crèche vivante.

### Loisirs
- Randonnées pédestres.
- Boulodrome
- VTT

### Cultes et religions
- Le prieuré Sainte-Lioba est un prieuré bénédictin fondé de manière autonome en 1997. Il est constitué d'une communauté féminine et d'une communauté masculine qui partagent des offices communs. Cette fondation n'appartient pas à la Confédération des abbayes bénédictines[19]. Elle fait partie du diocèse d'Aix.
- La paroisse catholique du village est sous le patronat de Saint Pierre es Liens. Son curé actuel est l'abbé Bastien Romera. Elle fait partie du diocèse d'Aix.

## Économie
- Marché paysan le mardi et le samedi matin.

| Secteurs d’activité | Effectif inconnu | De 1 à 9 salariés | De 10 à 49 salariés | Plus de 50 salariés | Nombre total d’établissements |
| ------------------- | ---------------- | ----------------- | ------------------- | ------------------- | ----------------------------- |
| Agriculture         | 3                | 10                | 0                   | 0                   | 13                            |
| Commerce            | 0                | 41                | 0                   | 0                   | 41                            |
| Construction        | 0                | 31                | 2                   | 1                   | 34                            |
| Industrie           | 1                | 9                 | 2                   | 0                   | 12                            |
| Services            | 13               | 124               | 4                   | 1                   | 142                           |
| TOTAL               | 17               | 215               | 8                   | 2                   | 242                           |

## Culture et patrimoine

### Lieux et monuments

#### Monuments laïques
- Château de Collongue (XVIe siècle, morcelé en quartier d’habitation)
- Château de Simiane - actuel hôtel de ville (XVIIIe siècle)
- Tour sarrasine (XIIIe siècle)
- Fontaine du Cours des Héros (1873)
- Fontaine aux Vaches (XIXe siècle)

#### Monuments religieux
- Chapelle romane Saint-Germain (citée dès 1056)
- Église Saint-Pierre (rebâtie entre 1786 et 1790)
- Chapelle des Pénitents (aujourd’hui en ruines)
- Abbaye de Sainte-Lioba.
- Notre Dame du Rot : sur la crête entre le col Sainte-Anne et le Pilon du Roi, on peut observer les ruines d'un établissement religieux. Subsistent  un mur, un caveau vouté, un mur de citerne et plusieurs plates-formes arrasées par la main de l'homme, ainsi que des trous correspondant à des supports de charpente. L'édifice fait face à Notre Dame des Anges sur Mimet. D'autres aménagements sont à noter entre eux et dans le secteur : sentiers muraillés et plateformes[20]. Il aurait existé du Ve au XVe siècle, date à laquelle Notre Dame des Anges serait seul resté. Entre les deux, on note d'autres plates formes, sentiers muraillés, abris sous roches, grottes, autels, et même bâtiments en remontant le vallon vers l'est, qui témoigne d'un phénomène religieux important dans cette zone. Rot signifie "passage" sans que l'on sache si cette signification est géographique ou religieuse[14].

### Patrimoine culturel
- Musée d'archéologie.

#### Visite de Simiane
La commune de Simiane-Colongue, située entre Aix-en-Provence et Marseille, se trouve dans le creux d'un vallon, au pied du Pilon du roi, sur le versant nord de la Chaîne de l'Étoile.
Le village est dominé par le rocher du castrum, qui surplombe les vieilles rues du village et est surmonté d'une tour de guet, la Tour Sarrasine ou Tour de l'Horloge, datant du XIIIe siècle. Vue sur le village et ses environs, notamment : les crêtes de la chaîne de l’Etoile, la vallée, le terril minier et la montagne Sainte-Victoire.
Au cœur du village, un marché s'installe tous les samedis matin.
Vue depuis les hauteurs du Pilon du roi (711 m) et le col Sainte-Anne (591 m) sur toute la rade de Marseille d'un côté et le pays d'Aix de l'autre.
Un musée archéologique expose des objets datant de l'époque préhistorique et provenant de la commune.

### Patrimoine naturel
La commune de Simiane-Collongue s'étend sur le massif de l'Étoile, le site est protégé au titre du réseau Natura 2000 et en Zone Nationale d'Intérêt Écologique Faunistique et Floristique (ZNIEFF) de type II.
Sur la commune, il existe quatre sentiers de randonnée balisés : le sentier du col des Ouides, la boucle « Les Santons », la boucle du Canyon et le sentier de la tour de l’Horloge.

### Personnalités liées à la commune
- Jean-Baptiste Penon (1850-1929), évêque de Moulins né à Simiane-Collongue.
- Nina Simone vécut dans la commune pendant 8 ans avant d’aller s’installer à Carry-le-Rouet où elle mourut.

### Héraldique
| Armes de Simiane-Collongue | Les armes peuvent se blasonner ainsi : D'or semé de tours et de fleurs de lis d'azur. |